# Dahlem (Rhénanie-du-Nord-Westphalie)
Pour les articles homonymes, voir Dahlem.

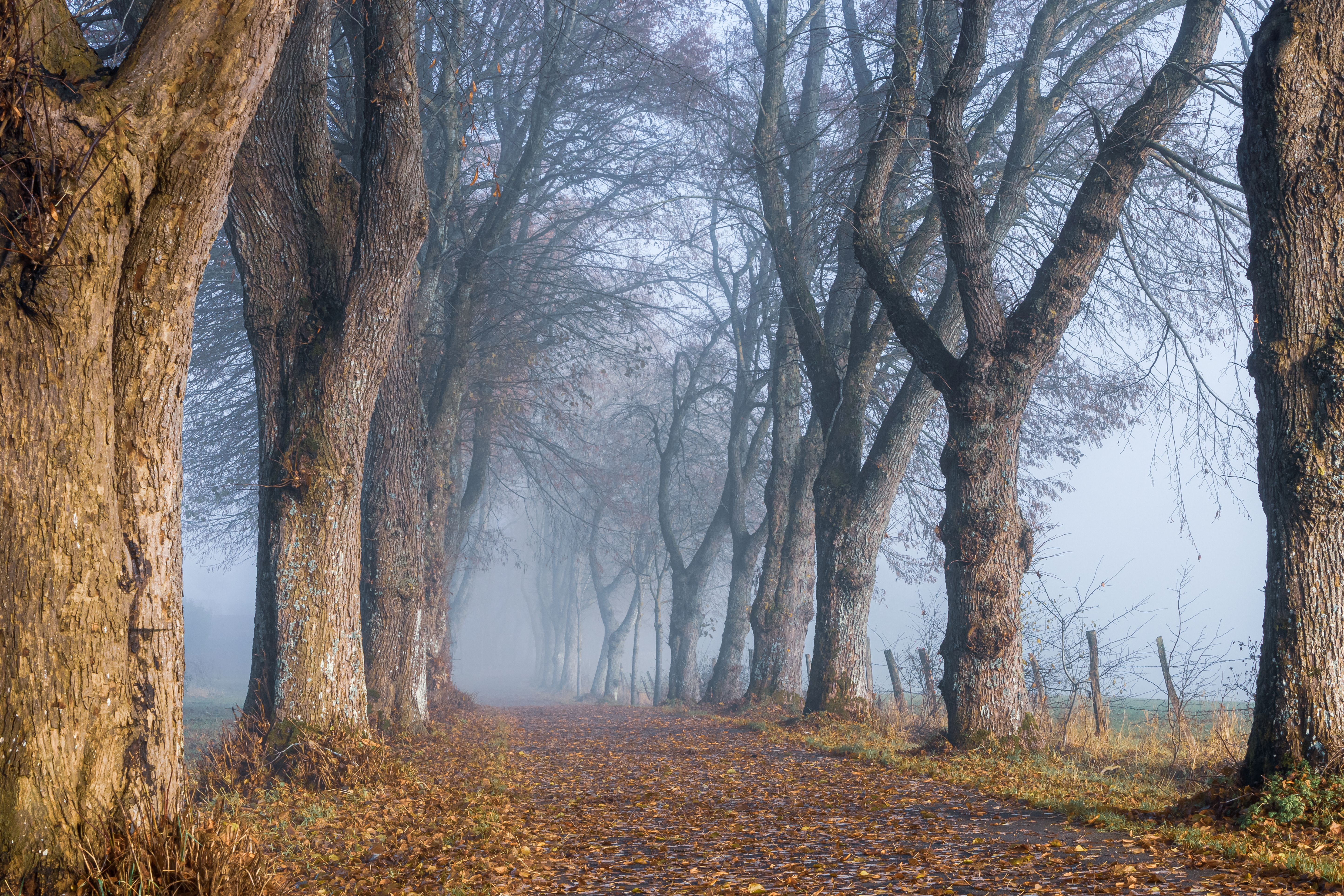
Marienalee à Dahlem. Novembre 2019.

Dahlem est une commune de Rhénanie-du-Nord-Westphalie (Allemagne), située dans l'arrondissement d'Euskirchen, dans le district de Cologne, dans le Landschaftsverband de Rhénanie.

## Quartiers
- Baasem
- Berk
- Dahlem
- Frauenkron
- Kronenburg
- Schmidtheim